# Socjaldemokratyczna Partia Andory
Socjaldemokratyczna Partia Andory (Partit Socialdemòcrata) – socjaldemokratyczna partia polityczna w Andorze. PSA została założona w 2000 roku, a w wyborach parlamentarnych 4 marca 2001 odniosła zwycięstwo uzyskując 30,0% ważnie oddanych głosów co przełożyło się na 6 z 28 miejsc w Radzie Generalnej. Podczas wyborów parlamentarnych 24 kwietnia 2005 partia poprawiła swój wynik wyborczy zdobywając 38,1% społecznego poparcia i 11 z 28 miejsc jednak została opozycją wobec rządu Liberalnej Partii Andory. W ostatnich wyborach powszechnych, które odbyły się 26 kwietnia 2009 PSA odniosła spektakularne zwycięstwo wyborcze w 6 miejscach na krajowej liście i w 4 z 7 parafii zdobywając w sumie 45,03% głosów i 14 z 28 miejsc w tutejszym parlamencie. Jej lider Jaume Bartumeu objął wówczas urząd szefa rządu.
We wcześniejszych wyborach parlamentarnych 3 kwietnia 2011 zdobyła 6 mandatów i znalazła się w opozycji.